# Aidia corymbosa
Aidia corymbosa är en måreväxtart som först beskrevs av Carl Ludwig von Blume, och fick sitt nu gällande namn av Khoon Meng Wong. Aidia corymbosa ingår i släktet Aidia och familjen måreväxter. Inga underarter finns listade i Catalogue of Life.